# Universal Scene Description
Universal Scene Description (USD) és un entorn de treball (programari) i format de fitxer que permet descriure, compondre, intercanviar i interactuar amb dades de gràfics per a escenes 3D d'ordinador. Se singularitza el "motor de composició", que proporciona la capacitat de combinar capes que faciliten la creació d'escenes d'alta complexitat i permet fer edicions no destructives.
Creat per Pixar, es va iniciar el 2012 com a experiment. Esdevenint per a la companyia la pedra angular de la indústria d'efectes visuals, del contingut web i del desenvolupament de jocs. Fou alliberat el 2016 en un projecte de codi obert sota una llicència Apache modificada, amb la intenció d'esdevenir l'estàndard de la industria atraient promotors i col·laboradors.